# Onderbanken
Onderbanken est une ancienne commune des Pays-Bas de la province du Limbourg.

## Histoire
La commune d'Onderbanken a été créée le 1er janvier 1982 par la fusion des communes de Bingelrade, Jabeek, Merkelbeek en Schinveld.